# 涑玉泉
涑玉泉，位于中国广东省潮州市饶平县黄冈镇，为饶平县文物保护单位，类型为古遗址，公布时间为1981年7月。